# Christine Goitschel
Christine Marion Elisabeth Goitschel (Sallanches, 9 giugno 1944) è un'ex sciatrice alpina francese, campionessa olimpica e iridata nello slalom speciale a Innsbruck 1964.

## Biografia

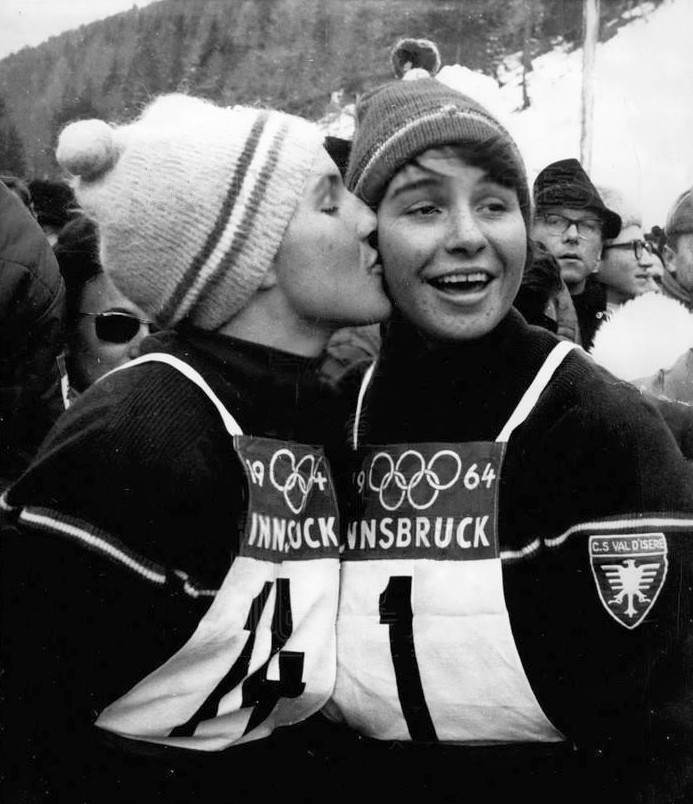
Christine (a sinistra) e Marielle Goitschel al termine dello slalom speciale dei IX Giochi olimpici invernali di

Christine Goitschel, originaria di Val-d'Isère dove i suoi genitori possedevano un hotel, proviene da una famiglia di grandi tradizioni negli sport invernali: è sorella di Marielle e Patricia, a loro volta sciatrici alpine, zia dello sciatore di velocità Philippe ed è stata moglie dell'allenatore Jean Béranger.

### Stagioni 1959-1964
Sciatrice polivalente con maggior propensione alle prove tecniche, debuttò in campo internazionale in occasione del Grand Prix du Maurienne 1959 (La Toussuire, 5-6 aprile), dove si classificò 23ª nello slalom gigante; nel 1962 vinse lo slalom gigante del Grand Prix du Savoie (Courchevel, 5-7 gennaio) ed esordì ai Campionati mondiali: a Chamonix 1962 (10-18 febbraio) si piazzò 8ª nello slalom gigante e 20ª nello slalom speciale. Nella stagione 1962-1963 fu 3ª sia nello slalom gigante sia nella combinata del Critérium de la première neige (Val-d'Isère, 12-16 dicembre), 2ª nello slalom speciale delle SDS-Rennen (Grindelwald, 8-11 gennaio) e vinse lo slalom speciale del Grand Prix du Savoie (Méribel, 23-24 marzo).
Nella stagione 1963-1964 vinse lo slalom speciale di Oberstaufen del 4 gennaio, si classificò 2ª in quello di Spittal an der Drau del 19 gennaio e prese parte ai IX Giochi olimpici invernali di Innsbruck 1964 (29 gennaio-9 febbraio), sua unica presenza olimpica, dove vinse la medaglia d'oro nello slalom speciale e quella d'argento nello slalom gigante (valide anche ai fini dei Mondiali 1964) rispettivamente precedendo e seguendo la sorella Marielle. Nel prosieguo della stagione si piazzò 3ª nello slalom gigante del trofeo Arlberg-Kandahar (Garmisch-Partenkirchen, 14-16 febbraio), 2ª nel secondo slalom speciale del trofeo Zlata lisica (Maribor, 29 febbraio-1º marzo), vinse lo slalom speciale e la combinata del trofeo Årebragden (Åre, 14-15 marzo), dove fu anche 2ª nello slalom gigante, e lo slalom speciale di Östersund del 17 marzo.

### Stagioni 1965-1966
Nella stagione 1964-1965 vinse lo slalom speciale del Critérium de la première neige (Val-d'Isère, 15-19 dicembre) e quello di Oberstaufen del 3 gennaio, mentre in quello delle SDS-Rennen (Grindelwald, 5-8 gennaio) si classificò 2ª; si piazzò quindi 3ª negli slalom speciali delle Goldschlüsselrennen (Schruns, 19-21 gennaio), della Coppa dei Paesi alpini (Davos, 9-15 febbraio) e della Harriman Cup (Sun Valley, 23-24 marzo) e 2ª in quello degli US Open (Crystal Mountain, 1-4 aprile).
Nella stagione successiva conquistò lo slalom gigante del Critérium de la première neige (Val-d'Isère, 15-19 dicembre 1965), fu 3ª nello slalom gigante e 2ª nello slalom speciale di Oberstaufen (7-8 gennaio), 3ª negli slalom speciali delle SDS-Rennen (Grindelwald, 11-14 gennaio) e del Grand Prix Feminine (Saint-Gervais-les-Bains, 27-29 gennaio) e 2ª in quello del trophée Trois Vallées (Méribel/Courchevel, 2-6 marzo); al termine della stagione ai Mondiali di Portillo 1966 (5-14 agosto), sua ultima presenza iridata, si classificò 16ª nello slalom gigante e 6ª nello slalom speciale.

### Stagioni 1967-1968
Nella stagione 1966-1967 partecipò alla prima edizione della Coppa del Mondo: esordì nella gara inaugurale, lo slalom speciale disputato a Oberstaufen il 7 gennaio (5ª), e conquistò l'unica vittoria nel circuito, nonché unico podio, l'11 marzo a Franconia in slalom gigante. Tra le gare di quella stagione non valide ai fini della Coppa del Mondo, ottenne il 3º posto nello slalom speciale pre-olimpico di Chamrousse del 16 febbraio.
Nella stagione successiva non poté partecipare ai X Giochi olimpici invernali di Grenoble 1968 a causa di un infortunio; quell'anno in Coppa del Mondo ottenne l'ultimo piazzamento a punti il 28 marzo a Rossland in slalom speciale (7ª), l'ultimo piazzamento il 31 marzo nella medesima località in slalom gigante (18ª) e prese per l'ultima volta il via il 6 aprile a Heavenly Valley in slalom speciale senza completare quella che sarebbe rimasta la sua ultima gara in carriera: l'infortunio patito la indusse infatti a terminare l'attività agonistica al termine di quella stessa stagione 1967-1968.

## Palmarès

### Olimpiadi
- 2 medaglie, valide anche ai fini dei Campionati mondiali:
  - 1 oro (slalom speciale a Innsbruck 1964)
  - 1 argento (slalom gigante a Innsbruck 1964)

### Classiche
Årebragden
- 2 vittorie (slalom speciale, combinata a Åre 1964)

Critérium de la première neige
- 2 vittorie (slalom speciale a Val-d'Isère 1964; slalom gigante a Val-d'Isère 1965)

Grand Prix du Savoie
- 2 vittorie (slalom gigante a Courchevel 1962; slalom speciale a Méribel 1963)

### Coppa del Mondo
- Miglior piazzamento in classifica generale: 10ª nel 1967
- 1 podio:
  - 1 vittoria

#### Coppa del Mondo - vittorie
| Data          | Località  | Paese       | Specialità |
| ------------- | --------- | ----------- | ---------- |
| 11 marzo 1967 | Franconia | Stati Uniti | GS         |

Legenda:

GS = slalom gigante

### Campionati francesi
- 3 ori (slalom speciale nel 1962; slalom gigante nel 1963; slalom speciale nel 1964)[1]